# 上村杢左衛門
上村 杢左衛門（うえむら もくざえもん、1863年〈文久3年〉5月10日 - 1940年〈昭和15年〉11月16日）は、三河国渥美郡畠村（現在の愛知県田原市福江町）出身の実業家。東三河地方では指折りの事業家であるとされる。渥美半島における様々な企業の創業に関与し、海運業、電気事業、陸運業、金融業などで半島の発展に寄与した。衆議院議員の上村千一郎は孫。

## 経歴
1863年（文久3年）5月10日、三河国渥美郡畠村614番地（現在の愛知県田原市福江町）に生まれた。上村家は畠村の庄屋を務めていた家である。父は上村杢八、母はもとであり、母は知多郡師崎村（現在の南知多町）出身だった。杢左衛門は長男である。1867年（慶応3年）には父の杢八が死去し、4歳にして杢左衛門が上村家を相続した。なお、「上村杢左衛門」は旧家である上村家の当主が代々襲名していた名前である。

### 結婚と子の誕生
1881年（明治14年）、18歳の時に幡豆郡西尾横町（現在の西尾市）出身の伊藤さわと結婚した。1882年（明治15年）11月15日には長女のきみが、1884年（明治17年）4月30日には長男の武太郎が、1886年（明治19年）7月3日には二女のせつが、1889年（明治22年）8月2日には二男の宗三が、1891年（明治24年）12月30日には三女のれつが、1895年（明治28年）11月4日には三男の祐一が、1899年（明治32年）には四男の政治が、1904年（明治37年）には五男の悌三が生まれたが、ニ男の宗三は1890年（明治23年）に、四男の政治は1903年（明治36年）に、三男の祐一は1911年（明治44年）に夭逝している。
1911年（明治44年）9月11日には長男の武太郎が竹味志をと結婚した。志をは知多郡師崎村片名（現在の南知多町）出身であり、定期船が臨時に片名港に寄港して花嫁を乗せた。1912年（明治45年）1月17日には孫の千一郎が生まれたが、1924年（大正13年）9月13日には跡取りである武太郎が早逝した。その後は千一郎が杢左衛門の跡取りとなり、千一郎が大病にかかった際には寝ずに看病したという。千一郎は早稲田大学法学部卒業後にドイツ留学の話があったが、杢左衛門が難色を示したことで御破算となった。

### 海運業の展開

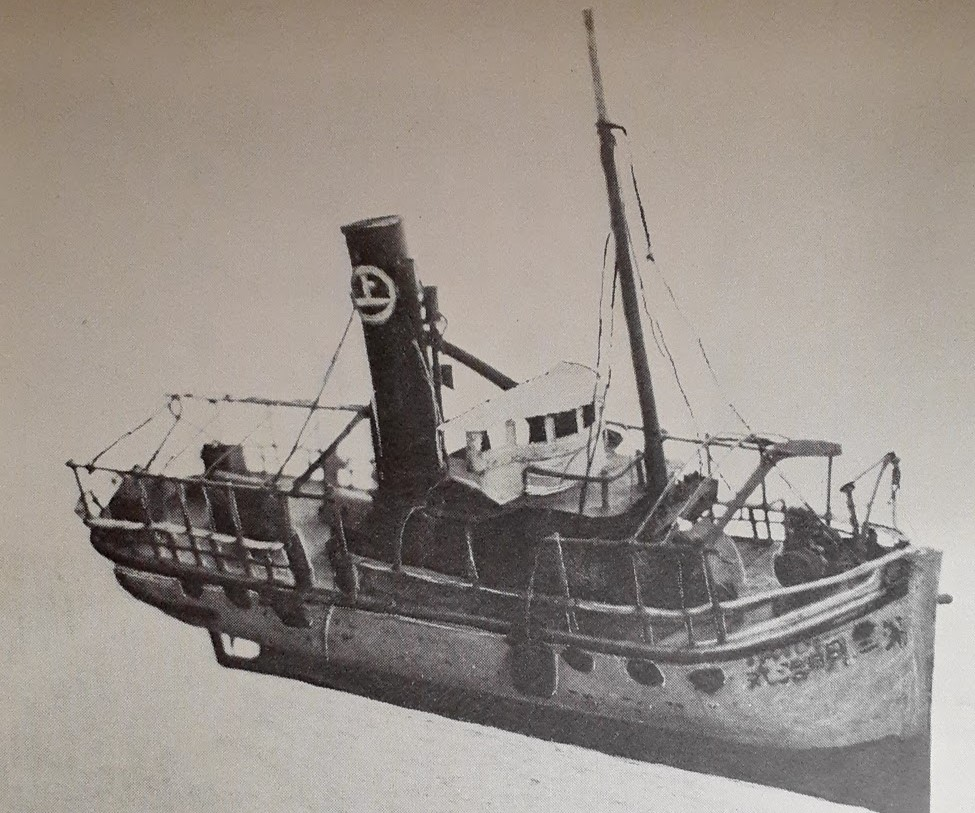
衣ケ浦汽船の第二明治丸

1887年（明治20年）、24歳の杢左衛門は個人事業として丸上汽船（㊤汽船部）を設立し、福江港～名古屋港、田原港～牟呂港に航路を開拓し、三河湾に初めて定期航路を開いた人物となった。渥美半島沿岸の煮干しや鮮魚はこの定期船で熱田魚市場に運ばれた。1891年（明治24年）から1892年（明治25年）頃には、やはり個人事業として福江港～亀崎港の航路を開拓した。
1896年（明治29年）10月頃には衣ケ浦汽船株式会社を設立し、個人事業だった海運業を株式会社組織とした。衣ケ浦汽船は衣ケ浦丸、第一明治丸（木造・30トン）、玄洋丸、第二明治丸（木造・50トン）などの船舶を所有し、1902年（明治35年）時点では福江港～亀崎港～大浜港～半田港～三河一色港～知多港～大井港～師崎港～日間賀港～篠島港～福江港を一日一往復していた。1903年（明治36年）には神代港（現在の伊勢市）や鳥羽港まで航路が伸び、さらに福江港～牟呂港の航路も開拓した。1904年（明治37年）に勃発した日露戦争では衣ケ浦汽船の第二明治丸が徴発され、玄界灘や樺太や大連にも向かったとされる。
衣ケ浦汽船の利益はなかなか上がらず、1912年（明治45年）には杢左衛門、知多郡亀崎村の成田新左衛門、知多郡師崎村の伊藤一松の3人の持株会社となったが、成田と伊藤も手を引いたことで杢左衛門が両者の持ち株を買い取り、再び個人経営の合資会社丸上汽船となった。明治末期以降には各地の海岸で海水浴が行われるようになり、篠島に向かう海水浴客向けの割引なども行われている。1915年（大正4年）にはこれら汽船事業から手を引き、船舶や航行権を知多郡半田町（現在の半田市）の鳥兼肉店に売却した。汽船事業をやめた理由は定かでないが、この年には衣ケ浦汽船の船から落ちて亡くなった者がいた。1年後には鳥兼肉店から明治セメントに売却され、さらに明治セメントから他者に売却された。

### 様々な事業への関与

#### 電気事業
1912年（明治45年）に福江電灯株式会社が設立されると、杢左衛門は取締役に就任した。1913年（大正2年）には福江町中山字松渕に出力20kWの松渕火力発電所が完成した。やがて豊橋電気株式会社から水力電気の受電を受けるようになり、供給地域を赤羽根村、伊良湖岬村、泉村に拡大させた。1921年（大正10年）に福江電灯と田原町の渥美電気株式会社が合併し、豊橋電気信託株式会社が設立されると、杢左衛門は取締役に就任した。杢左衛門はやがて武田賢治の後を継いで代表取締役社長となっている。

#### 陸運業
大正初期に福江町から豊橋市に向かう際、陸上交通を用いる場合は馬車で約4時間をかけていた。1919年（大正8年）頃にはこの区間にフォード社製乗用車による定期便自動車が生まれ、1920年（大正9年）には渥美半島で定期路線バスを運行する巴バス株式会社（後の豊橋自動車株式会社）が設立された。豊橋市の広小路に本社が置かれ、創立時には杢左衛門が取締役となったが、1934年（昭和9年）から3年間は社長を務めた。
1921年（大正10年）頃には豊橋から田原に向かう鉄道路線建設の機運が高まり、1922年（大正11年）3月6日に渥美電鉄（現在の豊橋鉄道渥美線）が設立された。杢左衛門も23人の発起人のひとりとなり、設立時の取締役にも名を連ねた。渥美電鉄の専務取締役として経営を指揮していた今西卓が1933年（昭和8年）4月23日に死去すると、同年7月から9月まで短期間取締役社長を務めた千葉断一を挟んで、70歳を超えていた杢左衛門が取締役社長に就任した。杢左衛門は毎日福江から豊橋に通勤し、競合関係にあった日の出自動車を買収したり、豊橋自動車を渥美電鉄の傘下とするなどした。1934年（昭和9年）には石川克昌を専務取締役として渥美電鉄の経営を指揮させ、1937年（昭和12年）6月に取締役社長を辞任した。

#### 金融業

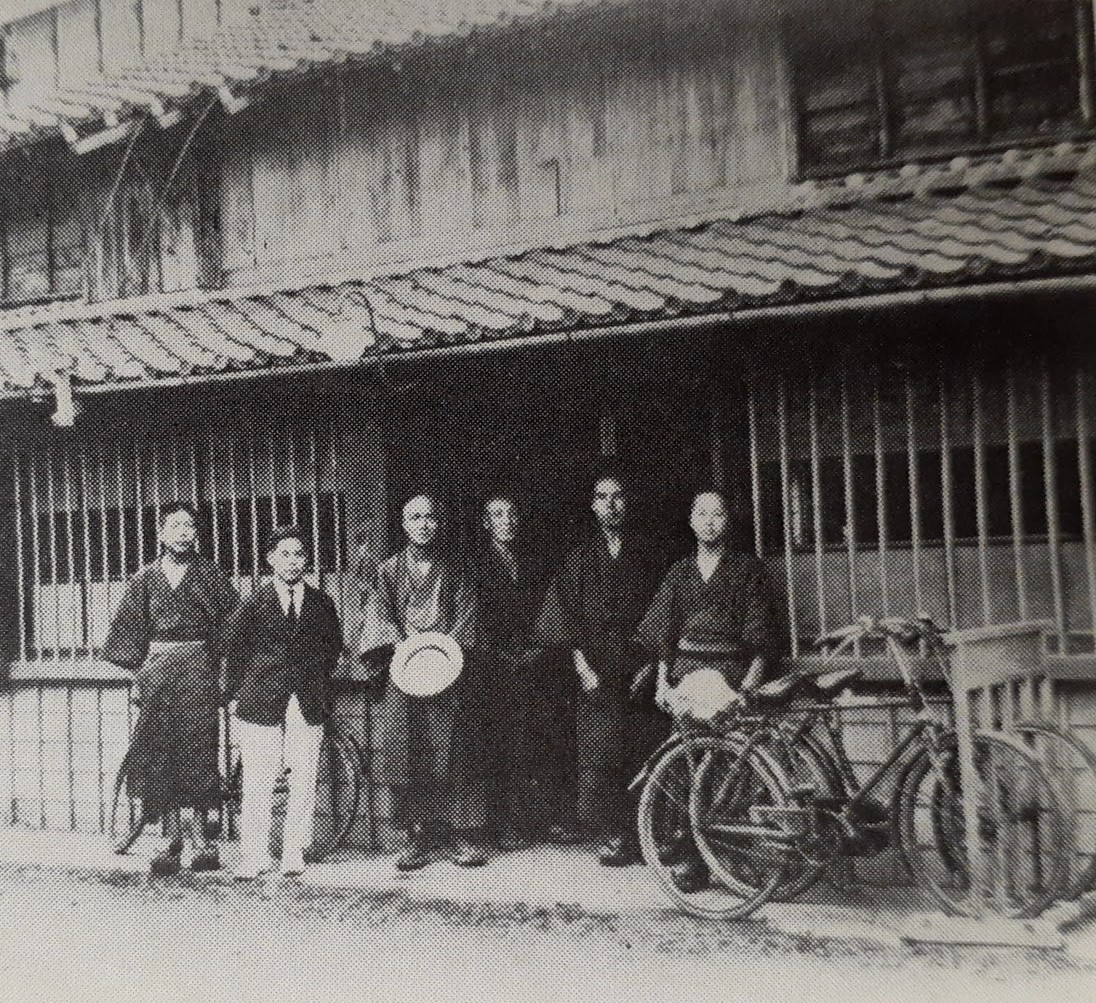
福江町信用組合の設立時の記念写真（帽子を持った人物が杢左衛門）

1926年（大正15年）には福江町信用組合を設立するための発起人の筆頭となり、7月13日に愛知県から設立許可を受けると組合長に就任した。大正初期の渥美半島には福江銀行や田原商工銀行があったが、尾三銀行や三遠銀行の取り付け騒ぎがあったことで、銀行に対する信頼性が低下していた時代だった。杢左衛門は毎日出勤して組合長の仕事を行い、産業組合中央金庫愛知県連の理事なども務めた。1940年（昭和15年）時点の福江町信用組合は、組合員1280人、出資金7万5320円、貯金183万495円、貸付金24万6777円、預金138万4667円という安定した成績を残しており、この年に杢左衛門は安心して辞任した。

### 死去
1940年（昭和15年）11月16日、福江町畠の自宅で死去した。福江町では盛大な葬儀が行われ、行列の最前列が潮音寺に到着しているにもかかわらず行列の後部は自宅前にとどまったままだったほどだった。
1967年（昭和42年）、豊橋市八町通五丁目の上村千一郎宅に「上村杢左衛門翁像」が建立された。上村を社祖とする株式会社ジュトク（旧称は渥美殖産株式会社）にも上村の銅像が建立されている。

## 家族

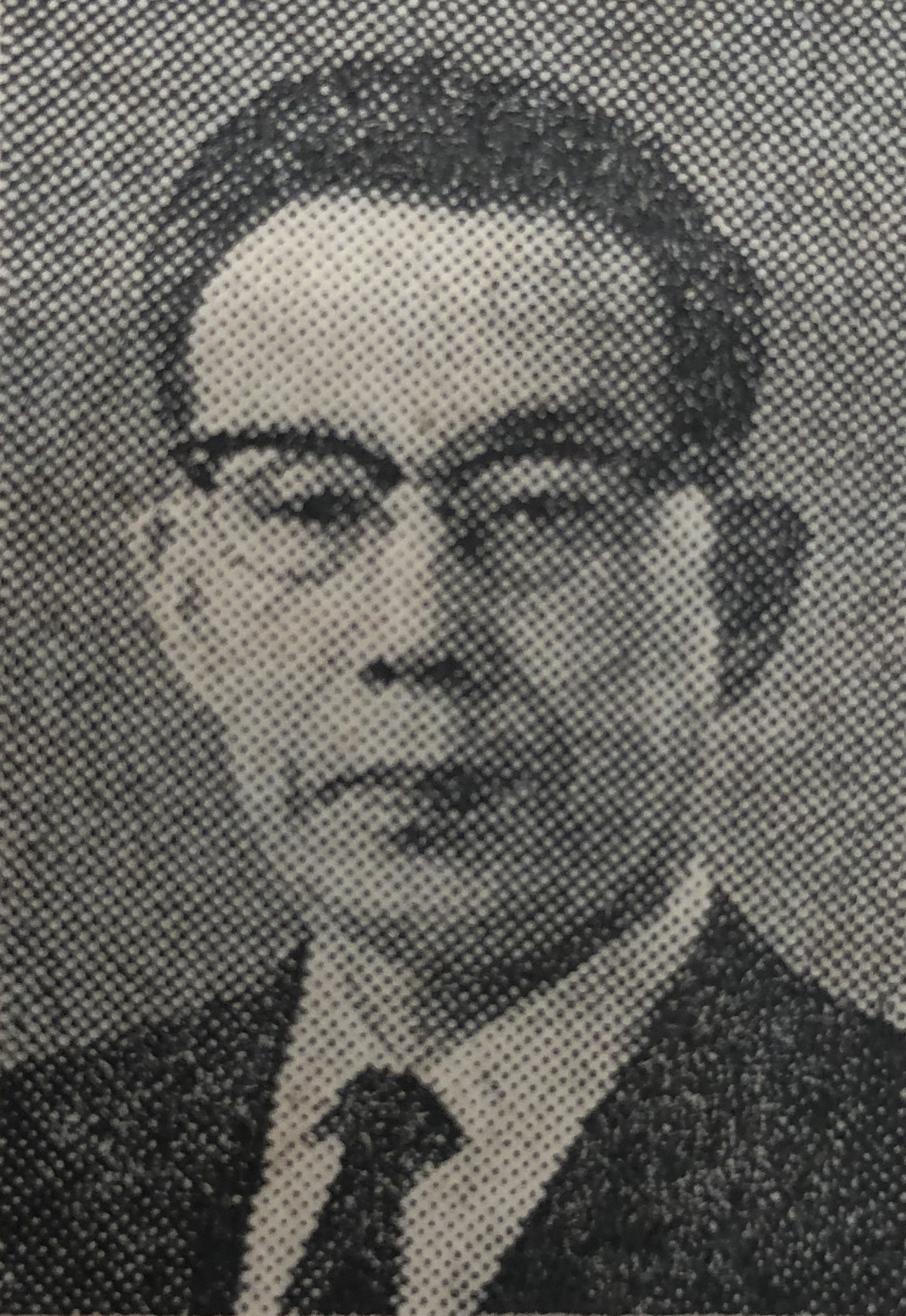
孫の上村千一郎

愛知大学教授、衆議院議員、環境庁長官などを歴任した上村千一郎は孫である。千一郎は新聞社から尊敬する人物を聞かれた際、即座に杢左衛門の名前を挙げたことがある。杢左衛門は自身や家族が政治に関与することを好まなかったが、衆議院議員を務めた近藤寿市郎は千一郎に対して、「あなたのお祖父さんには、選挙の時は、たいへん世話になったものだ」と繰り返し語った。千一郎は伊勢湾湾口部の架橋を推進したが、その背景には杢左衛門による海運業があったとされる。
- 父 : 上村杢八
- 母 : もと
  - 本人 : 上村杢左衛門
  - 妻 : さわ
    - 長女 : きみ
    - 長男 : 上村武太郎
      - 孫 : 上村千一郎

    - 二女 : せつ
    - 二男 : 上村宗三
    - 三女 : れつ
    - 三男 : 上村祐一
    - 四男 : 上村政治
    - 五男 : 上村悌三